# Terramace
Terramace neboli kompostování lidských ostatků je proces, při kterém mikroorganismy přeměňují těla zesnulých na kompost. 
Přirozený rozklad těla je ve speciální nádobě urychlen tak, že po 40 dnech dojde k přeměně organismu na zeminu.

## Rozšíření
Terramace je legální v některých státech USA a v Německu. V České republice ji zákon nepovoluje.

## Bezpečnostní opatření
Těla lidí s určitými nemocemi (tuberkulóza, Creutzfeldtova–Jakobova nemoc nebo ebola) nejsou pro terramaci vhodná kvůli patogenům, které mohou proces kompostování přežít.
Před terramací je také třeba odstranit implantáty s bateriemi (například kardiostimulátory) nebo radioaktivními materiály (například brachyterapeutické zdroje). Z kompostovaných ostatků musí být také odstraněny kovy (například endoprotézy).
Během kompostování může také docházet k drcení kostí, aby se urychlil jejich rozklad.